# Ida Kamińska
Ida Kamińska, jid. ‏אידה קאַמינסקאַ‎ (ur. 23 sierpnia?/4 września 1899 w Odessie, zm. 21 maja 1980 w Nowym Jorku) – polska aktorka teatralna i filmowa oraz reżyserka żydowskiego pochodzenia, jedna z największych aktorek w historii żydowskiej sceny teatralnej. Dyrektorka Państwowego Teatru Żydowskiego.
Była pierwszą aktorką z krajów socjalistycznych nominowaną do Oscara. Nominację za najlepszą rolę kobiecą otrzymała w 1967 za rolę sklepikarki w czechosłowackim filmie „Sklep przy głównej ulicy” (słow. Obchod na korze) w reżyserii Jána Kadára i Elmara Klosa. Za rolę tę uzyskała też nominację do Złotego Globu (1967) oraz nagrodę specjalną Festiwalu Filmowego w Cannes (1965, wspólnie z Jozefem Krónerem)

## Życiorys

### Lata 1899–1939
Ida Kamińska była córką aktorki Ester Rachel Kamińskiej (1870–1925), zwanej matką teatru żydowskiego oraz aktora i reżysera Abrahama Izaaka Kamińskiego (1867–1918), a także siostrą aktorki Reginy Kamińskiej (1894–1913) i kompozytora Józefa Kamińskiego (1903–1972). Urodziła się w hotelu Teatralnaja Gostinica w Odessie, gdzie wówczas gościnnie występowali jej rodzice. W 1904 po raz pierwszy stanęła na deskach teatru Jardin d’Hiver w Warszawie, odtwarzając rolę Sionki w sztuce pt. Matka Dawida Pińskiego.
W 1916 ukończyła gimnazjum i zadebiutowała na scenie Teatru Żydowskiego w Warszawie, który założyli jej rodzice w 1913 w rotundzie na Dynasach przy ulicy Oboźnej 1–3. Przez dwa lata grała głównie w przedstawieniach operetkowych. Po śmierci ojca w 1918 wyjechała z matką na występy na Ukrainę, skąd powróciła w 1921. Od tego czasu grała w Teatrze Centralnym na Lesznie kierowanym przez Ester Rachel Kamińską oraz gościnnie w Trupie Wileńskiej.
W latach 1924–1928 prowadziła wraz ze swoim pierwszym mężem Zygmuntem Turkowem Warszawski Żydowski Teatr Artystyczny (jid. Warszawe Idiszer Kunstteater). Od 1926 wystawiał on sztuki w odnowionym Teatrze Żydowskim im. Abrahama Izaaka Kamińskiego przy ulicy Oboźnej 1/3. W latach 1931–1932 przebywała na występach w Belgii i Francji. W 1932 rozstała się z Turkowem.
Od 1933 kierowała własnym zespołem teatralnym, który od 1937 miał siedzibę w Teatrze Nowości przy ulicy Bielańskiej. W 1937 świętowała w Wilnie 20 lat pracy aktorskiej.

### II wojna światowa
Po wybuchu II wojny światowej, 6 września 1939 jej mieszkanie i teatr zostały zbombardowane, a sama przez trzy tygodnie przebywała w schronie wraz z rodziną i grupką przyjaciół, m.in. Adolfem Rosnerem. Nie zostało jej nic poza dwoma futrami i pierścionkiem.
W drugim tygodniu, w schronie Rosner oświadczył się córce Idy Kamińskiej – Ruth. Matka dała córce w posagu swój pierścionek i dwie puszki sardynek znalezione w ruinach. Po wyjściu z bunkra przez pewien czas wraz z rodziną mieszkała u znajomych. Pewnego wieczoru zjawiła się dziennikarka pani Słapak z ostrzeżeniem, aby wyjechali natychmiast, gdyż Ida Kamińska jest na liście reżyserów sztuk antyhitlerowskich i jest przeznaczona do likwidacji.
Kamińska wkrótce z falą mieszkańców opuściła Warszawę i dotarła do Lwowa, gdzie władze komunistyczne powierzyły jej kierowanie Państwowym Teatrem Żydowskim. Po agresji III Rzeszy na Związek Radziecki, w czerwcu 1941 wyjechała do Równego, a następnie przez Charków i Baku do Frunze, stolicy Kirgistanu. Tam zorganizowała zespół i przez dwa lata wystawiała sztuki w miejscowej filharmonii. Występowała także w innych miastach Związku Radzieckiego. Wówczas urodziła syna Wiktora, którego ojcem był Marian Melman, jej drugi mąż. W latach 1944–1946 pracowała w moskiewskim radiu, występując w audycjach polskich i obcojęzycznych.

### Lata 1947–1968

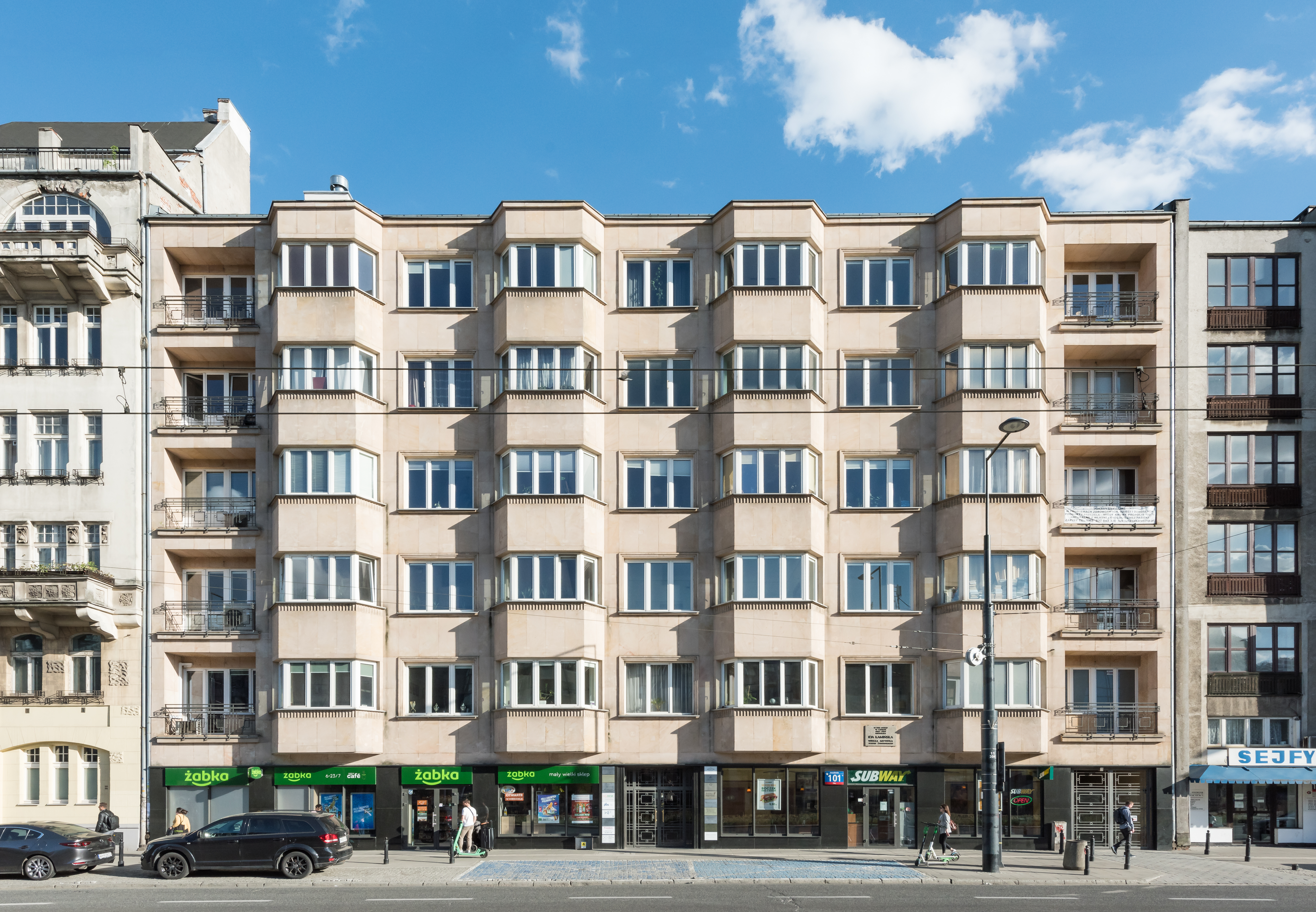
Kamienica Gustawa Pala w Alejach Jerozolimskich 101 w Warszawie, w której w latach 1960–1968 mieszkała Ida Kamińska

W 1947 Ida z Marianem Melmanem i synem wróciła do Polski i zamieszkała w Warszawie. Przez wiele lat starała się o powrót do kraju córki, która przebywała na zesłaniu w ZSRR (ostatecznie wróciła w 1956). W 1948 władze komunistyczne zaproponowały jej zorganizowanie teatru żydowskiego w Łodzi, w którym objęła funkcje dyrektora. W 1950 teatry żydowskie we Wrocławiu i w Łodzi zostały połączone w jeden Państwowy Teatr Żydowski pod jej kierownictwem, który od 1955 przeniósł się do Warszawy. We Wrocławiu pracowała z Jakubem Rotbaumem. 
W 1955 otrzymała Nagrodę Państwową II stopnia „za całość artystycznej działalności teatralnej”. 
W latach 1956–1960, po kolejnych falach emigracji Żydów z Polski, publiczność Idy Kamińskiej malała, dlatego aktorka wyjeżdżała coraz częściej na tournée po Europie, do obu Ameryk, Izraela i Australii. W 1966 wyjechała wraz z zespołem do Stanów Zjednoczonych. W 1967 nakręcono o niej film dokumentalny pt. Jej teatr.
Po wydarzeniach marca 1968, na znak protestu przeciwko oficjalnej propagandzie antysemickiej, dobrowolnie udała się do wydziału kultury urzędu miejskiego i podała się do dymisji. 21 sierpnia, kiedy jechała na Dworzec Gdański, okazało się, że pociągi do Wiednia zostały wstrzymane, ze względu na napaść wojsk Układu Warszawskiego na Czechosłowację. Po kilku dniach wyjechała z rodziną do Wiednia, skąd następnie udała się do Tel Awiwu, gdzie wystawiła kilka przedstawień.

### Emigracja
Przed końcem 1968 dotarła do Stanów Zjednoczonych i zamieszkała w Nowym Jorku, gdzie usiłowała założyć Yiddish Theater, ale wysiłki te nie zostały zakończone powodzeniem. Zagrała również główną rolę u boku Harry’ego Belafonte w filmie The Angel Levin i role w dwóch filmach telewizyjnych, które nie przyniosły oczekiwanego sukcesu.
W 1975 Ida Kamińska odwiedziła Warszawę z okazji 50. rocznicy śmierci jej matki. Władze obawiały się tej wizyty i dyskusje o wydaniu Kamińskiej wizy trafiły do Biura Politycznego KC PZPR. Odmowa wywołałaby jednak skandal międzynarodowy, więc pozwolono na jej przyjazd. Odwiedziła wówczas m.in. Teatr Żydowski. W tym samym roku Kamińska emigrowała do Izraela, skąd w 1977 wróciła do Nowego Jorku, aby świętować sześćdziesięciolecie swojej działalności teatralnej.
Ida Kamińska zmarła na atak serca w Nowym Jorku, gdzie została pochowana na Mount Hebron Cemetery. Jest autorką autobiografii Moje życie, mój teatr, wydanej w 1973 w Nowym Jorku. Polskie wydanie ukazało się w 1995 w Warszawie. Jest także autorką Nie brakuje mi niczego prócz pracy.

## Działalność artystyczna
Ida Kamińska w swoim życiu zagrała 124 role, wyreżyserowała 65 przedstawień, przetłumaczyła na język jidysz 58 sztuk, dokonała kilku adaptacji dramaturgicznych, napisała dwa dramaty: w 1932 Ongiś był król i w 1964 Zasypać bunkry.

### Filmografia
- 1912: Mirełe Efros
- 1913: Bigamistka
- 1913: Kara Boża
- 1914: Macocha
- 1916: Małżeństwo na rozdrożu
- 1924: Ślubowanie
- 1939: Bezdomni
- 1948: Ulica Graniczna
- 1965: Sklep przy głównej ulicy
- 1967: Czarna suknia
- 1970: Mój anioł stróż

### Reżyser
Teatr Żydowski w Warszawie
- 1955: Mirełe Efros
- 1956: Człowiek, któremu się powodzi
- 1958: Kune-Lemł
- 1958: Glikl Hameln
- 1958: Drzewa umierają stojąc
- 1959: Mejłech Frejłech
- 1960: Strach i nędza III Rzeszy
- 1960: Meir Ezofowicz
- 1961: Samotny statek
- 1962: Eksperyment
- 1963: Serkełe
- 1963: Rachunek
- 1963: Bezdomni
- 1964: Akt ślubny
- 1964: Zasypać bunkry!
- 1965: Meir Ezofowicz
- 1966: Sure Szejndł
- 1966: Mister David
- 1968: Dziesięciu nas było braci

Teatr Żydowski w Łodzi
- 1948: Pani adwokat
- 1948: Strzały na ulicy Długiej
- 1948: Glikl Hameln żąda...
- 1948: Bez winy winni
- 1949: W noc zimową
- 1950: Ludzie. Jaknehuz. Ojlem habo
- 1951: Rodzina
- 1951: Dr A.Leśna
- 1952: Pan Jowialski
- 1952: Glik Hameln żąda...
- 1952: Tragedia optymistyczna
- 1953: Dom w getcie
- 1953: Meir Ezofowicz
- 1954: Pajęczyna
- 1954: Juliusz i Ethel

Dolnośląski Teatr Żydowski we Wrocławiu
- 1947: Dwaj Kune-Lemł
- 1947: Dziś nocą
- 1950: Jakenhuz. Ojeem habo. Ludzie

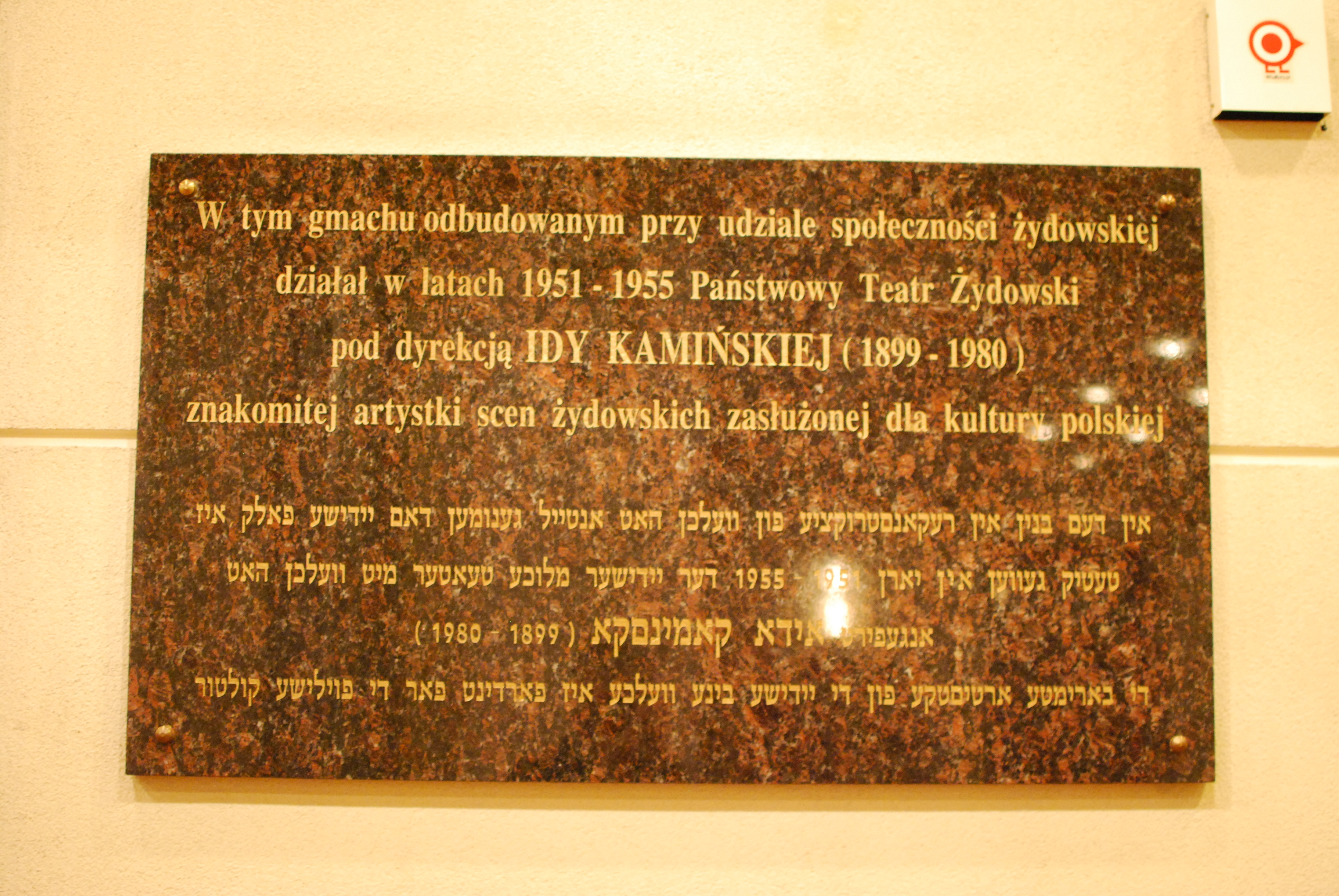
Tablica poświęcona Idzie Kamińskiej w Teatrze Nowym w Łodzi

- 1950: Rodzina
- 1953: Meir Ezofowicz
- 1954: Pajęczyna
- 1954: Juliusz i Ethel
- 1954: Dziewczęta w zasłonach
- 1955: Matka Rywa
- 1955: Profesor MamlockTablica poświęcona Idzie Kamińskiej w Teatrze Nowym w Łodzi

## Ordery i odznaczenia
- Order Sztandaru Pracy I klasy (1959)
- Order Sztandaru Pracy II klasy (22 lipca 1949)[8]
- Krzyż Oficerski Orderu Odrodzenia Polski (22 lipca 1951)[9]
- Medal 10-lecia Polski Ludowej (23 maja 1955)[10]
- Odznaka 1000-lecia Państwa Polskiego (1967)

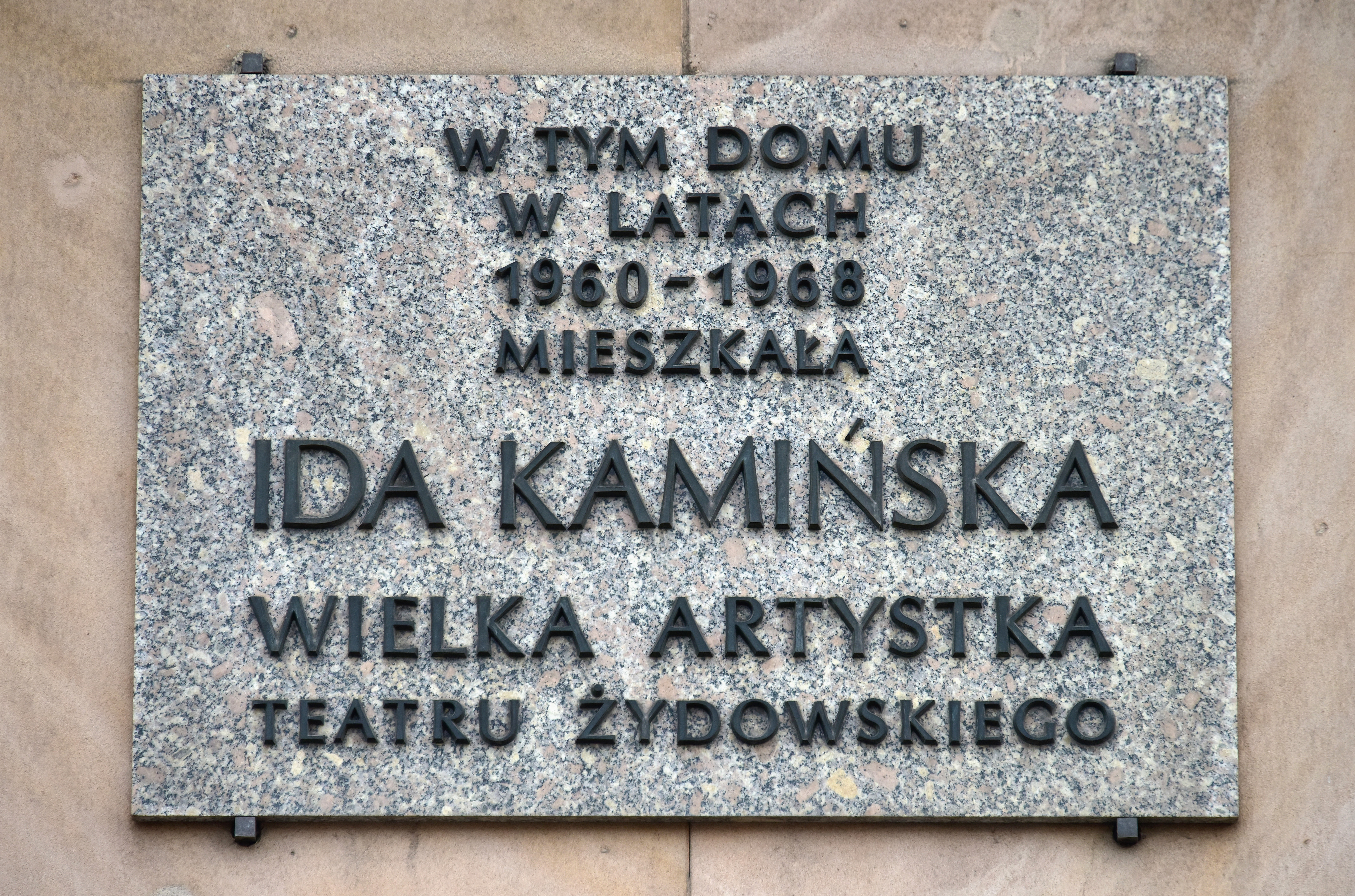
Tablica upamiętniająca Idę Kamińską na fasadzie kamienicy Gustawa Pala przy Alejach Jerozolimskich 101 w Warszawie

## Upamiętnienie
Tablica pamiątkowa na fasadzie kamienicy Gustawa Pala przy Alejach Jerozolimskich 101 w Warszawie, w której mieszkała Kamińska.
Tablice pamiątkowe znajdujące się na ścianach na budynku Teatru Kameralnego (dawniej Dolnośląskiego Teatru Żydowskiego) przy ul. Świdnickiej we Wrocławiu (z 2005) oraz Teatru Nowego w Łodzi (z 2004).
Jej imię nosi Teatr Żydowski w Warszawie. 
W 2024 uhonorowana gwiazdą w Łódzkiej Alei Gwiazd na ul. Piotrkowskiej.